# Football Club Internazionale 1908-1909
Questa voce raccoglie le informazioni riguardanti il Football Club Internazionale nelle competizioni ufficiali della stagione 1908-1909.

## Stagione
(Articolo di stampa sulla nascita del club interista, datato 10 marzo 1908.)
Con un totale di 44 soci dissidenti dal Milan — la cui «spaccatura» fu ascrivibile alla volontà di estendere i confini del calcio nazionale anche a tesserati d'origine straniera — a fondare un nuovo club il 9 marzo 1908, il pittore Giorgio Muggiani realizzò lo stemma avvalendosi dei colori nero e azzurro mettendosi in contrapposizione ai colori del Milan. 
Il battesimo dell'Inter, seppur senza connotati ufficiali, avvenne il 18 ottobre 1908 contro i rossoneri nell'ambito della Coppa Chiasso (dal nome dell'omonima città elvetica) risolvendosi in una sconfitta per 2-1; sempre un confronto cittadino rappresentò l'esordio ufficiale dei nerazzurri, il 10 gennaio 1909, stavolta all'interno della fase eliminatoria del Campionato di Prima Categoria.
Ad ospitare la stracittadina fu il campo del Diavolo, sito in via Bronzetti, con l'afflusso del pubblico limitato da condizioni atmosferiche avverse: col solo Trerè a segno nel primo tempo, il portiere Cocchi negò il raddoppio sventando un rigore. Seppur ridotta in inferiorità numerica — per l'uscita dal campo di Marktl dopo una carica di Scarioni — la formazione trovò il pari con Gama, finendo poi per cedere col punteggio di 3-2. A conclusione della gara insorsero polemiche da ambo le parti per l'irregolare tesseramento di Mädler, in forza al Milan, e Niedermann sulla sponda interista: tali reclami non ebbero conseguenza.
A sancire l'eliminazione della squadra al primo turno concorse quindi la sconfitta con l'Unione Milanese, altra compagine meneghina dell'epoca, che determinò l'ultimo posto nel raggruppamento.

## Rosa
| N. |                     | Ruolo | Calciatore              |
| -- | ------------------- | ----- | ----------------------- |
|    | Italia (bandiera)   | P     | Carlo Cocchi            |
|    | Italia (bandiera)   | C     | Enrico du Chêne de Vère |
|    | Italia (bandiera)   | C     | Virgilio Fossati        |
|    | Brasile (bandiera)  | A     | Achille Gama            |
|    | Germania (bandiera) | D     | Julius Käppler          |
|    | Svizzera (bandiera) | C     | Werner Kummer           |
|    | Germania (bandiera) | D     | Hernst Marktl           |

| N. |                     | Ruolo | Calciatore        |
| -- | ------------------- | ----- | ----------------- |
|    | Italia (bandiera)   | D     | Mario Moretti     |
|    | Germania (bandiera) | D     | Eduard Niedermann |
|    | Svizzera (bandiera) | C     | Hugo Rietmann     |
|    | Svizzera (bandiera) | A     | Bernard Schuler   |
|    | Germania (bandiera) | D     | Hermann Wipf      |
|    | Svizzera (bandiera) | C     | Arnaldo Woelkel   |

## Risultati

### Campionato

#### Fase eliminatoria
| Arbitro: | Goodley |

|                          |           |                      |
| Trerè Lana 74’ Laich 86’ | Marcatori | 69’ Gama 88’ Schüler |

| Arbitro: | Spensley |

|  |           |                  |
|  | Marcatori | 5’, 42’ A. Pizzi |

## Statistiche

### Statistiche di squadra
Statistiche aggiornate al 24 gennaio 1909.
| Competizione                    | Punti | In casa | In casa | In casa | In casa | In casa | In casa | In trasferta | In trasferta | In trasferta | In trasferta | In trasferta | In trasferta | Totale | Totale | Totale | Totale | Totale | Totale | D.R. |
| Competizione                    | Punti | G       | V       | N       | P       | Gf      | Gs      | G            | V            | N            | P            | Gf           | Gs           | G      | V      | N      | P      | Gf     | Gs     | D.R. |
| ------------------------------- | ----- | ------- | ------- | ------- | ------- | ------- | ------- | ------------ | ------------ | ------------ | ------------ | ------------ | ------------ | ------ | ------ | ------ | ------ | ------ | ------ | ---- |
| Campionato Federale - Lombardia | 0     | 1       | 0       | 0       | 1       | 0       | 2       | 1            | 0            | 0            | 1            | 2            | 3            | 2      | 0      | 0      | 2      | 2      | 5      | −3   |
| Totale                          | -     | 1       | 0       | 0       | 1       | 0       | 2       | 1            | 0            | 0            | 1            | 2            | 3            | 2      | 0      | 0      | 2      | 2      | 5      | −3   |

### Statistiche dei giocatori
| Giocatore   | Prima Categoria | Prima Categoria |
| Giocatore   | Presenze        | Reti            |
| ----------- | --------------- | --------------- |
| C. Cocchi   | 2               | −5              |
| E. Du Chêne | 2               | 0               |
| V. Fossati  | 2               | 0               |
| A. Gama     | 1               | 1               |
| Käppler     | 2               | 0               |
| W. Kummer   | 2               | 0               |
| H. Marktl   | 2               | 0               |
| M. Moretti  | 1               | 0               |
| Niedermann  | 1               | 0               |
| H. Rietmann | 1               | 0               |
| B. Schüler  | 2               | 1               |
| H. Wipf     | 2               | 0               |
| A. Wölkel   | 2               | 0               |